# 宮城徹
宮城 徹（みやぎ とおる）は、日本の教育学者。専門は、異文化カウンセリング論・異文化間教育学。Ph.D.（教育学）。元東京外国語大学国際日本学研究院教授。

## 略歴
1982年に国際基督教大学教養学部教育学科 教育心理学・臨床心理学専攻を卒業後、家庭裁判所調査官。
1996年、モナシュ大学日本学科大学院修士課程修了、2006年、ラトローブ大学教育学部大学院博士課程修了。
東京外国語大学留学生日本語教育センター准教授を経て、2014年より同教授、2015年より同大学国際日本学研究院教授。

## 研究業績
- 1年コース多文化コミュニケーション授業の再考と新展開－環境問題を題材として－．留学生日本語教育センター論集，34，155～168, 2008
- 修了生調査のためのフレームワークの作成‐Kimの異文化適応構造モデルを用いて‐．留学生日本語教育センター論集，30，57～69, 2007
- 日本政府奨学金学部留学生の中途退学率、退学理由から見えてくるもの―オセアニア地域からの留学生の場合を中心にして．オセアニア教育研究，11，53-65．2005

| スタブアイコン | サブスタブ | この項目は、まだ閲覧者の調べものの参照としては役立たない、人物に関連した書きかけの項目です。この項目を加筆・訂正などしてくださる協力者を求めています（P:人物伝/PJ:人物伝）。 |